# Józef Głuszak
Józef Głuszak (ur. 16 kwietnia 1917, zm. 3 lipca 1989) – polski hydrotechnik i inżynier budownictwa wodnego, dyrektor Okręgowej Dyrekcji Gospodarki Wodnej w Poznaniu.

## Projekty
Był pomysłodawcą i projektantem zbiornika wodnego Jeziorsko.
Laureat nagrody zespołowej miasta Poznania w 1971 za przedsięwzięcie inwestycyjne przebudowy węzła wodnego na Warcie w Poznaniu. Pochowany na Cmentarzu komunalnym Junikowo w Poznaniu (Pole AZ, Kwatera M, Rząd P8, Miejsce 13)